# Château de Montgon
Le château de Montgon est un château fort français ruiné situé sur la commune Grenier-Montgon, dans le département de la Haute-Loire. Il surplombe le hameau de Montgon.

## Description
Le château est construit sur un petit promontoire qui surplombe à mi-pente le hameau de Montgon et la vallée de la Violette. Il ne s'agissait pas à l'origine d'une place forte militaire mais plutôt d'un manoir fortifié. L'ensemble est aujourd'hui ruiné, il ne reste plus qu'une tour de logis ronde dans laquelle on trouve de petites salles voutées. Dans le corps de logis attenant il y a une salle creusée en sous-sol et une autre creusée dans le roc.
L'enceinte extérieure est imposante et comporte des tours semi-circulaires ainsi qu'une tour ronde à l'extrémité nord-est.

## Histoire
Il est construit en plusieurs phases successives entre le XIVe et le XVIe siècle sur l'emplacement d'un appareil défensif plus modeste.
Il fut habité jusqu'à la fin du XVIe siècle. Par la suite, les pillages l'acheminèrent vers sa ruine.
En 1969, les ruines ont été rachetées par un particulier qui les loue à une Association de sauvegarde du patrimoine depuis 1996.